# Branchinella basispina
Branchinella basispina är en kräftdjursart som beskrevs av Geddes 1981. Branchinella basispina ingår i släktet Branchinella och familjen Thamnocephalidae. IUCN kategoriserar arten globalt som sårbar. Inga underarter finns listade.